# Fabien Lafait
Fabien Lafait est un réalisateur français de films pornographiques né le 1er juillet 1962 à Paris et auteur de plus de 500 films depuis la fin des années 1990.

## Biographie
Réalisant environ 40 films par an, il est l'un des derniers réalisateurs à travailler essentiellement avec des actrices et des acteurs français.
Spécialiste des parodies et pastiches de films connus, il a signé entre autres Pretty Nina avec Nina Roberts (d'après Pretty Woman) en 2003, Nique Bill en 2004,  95 F (d'après 99 F) avec Chloé Delaure en 2007, ou en 2008 Bienvenue chez les Ch'tites coquines avec notamment Eva Karera et Lou Charmelle : ce pastiche de Bienvenue chez les Ch'tis, tourné à Bergues comme l'original, remporte un important succès commercial selon les critères du X français,.
Les hardeuses découvertes par Fabien Lafait et dont il assure la promotion sont appelées les Miss illafait.
En juin 2022 on lui propose le poste de rédacteur en chef du magazine HOT VIDEO, suivi quelques mois plus tard par le mensuel CHOBIX.

## Filmographie sélective
- 1999 : Wild Wild Sex avec Océane, Céline Bara, Heïdy Cassini, Thérésa Visconti, Johana April
- 1999 : Amours de femmes avec Maeva Exel, Nataly Dune, Céline Bara, Gina Vice
- 2003 : SOS Dons D'Orgasmes avec Delfynn Delage, Adeline Lange, Timea
- 2003 : Pretty Nina avec Nina Roberts, Phil Hollyday, Adeline Lange, Axelle Mugler, Melissa Lauren,
- 2003 : Planter de Batons avec Adeline Lange, Anastasia Kass, Axelle Mugler, Veronika Vanoza
- 2004 : Nique Bill avec Libellule, Élysée Paradise, Cheyenne, Phil Hollyday
- 2005 : La soubrette avec Angel Dark, Marie Lynne, Cynthia Lavigne, Alyson Ray
- 2005 : Fuck and Furious avec Chantelle Stevens, Cynthia Lavigne, Yasmine, Marie Lynne
- 2005 : Comme des chiennes avec Lydia Saint Martin, Cynthia Lavigne
- 2006 : Desperate Sex Wives avec Cynthia Lavigne, Liza Del Sierra, Vicky Vicci
- 2006 : Les femmes de mes potes avec Calyssia, Emy Demon, Marie Lynne
- 2006 : 20 ans, toujours pucelle avec Cynthia Lavigne
- 2006 : Hard Sex In The City avec Chloé Delaure
- 2006 : Les Camionneuses carburent au Sperme avec Lisa Sparkle, Alexa Weix, Nina Roberts
- 2006 : Ce soir je Couche Avec Vous
- 2006 : Donne-moi ton cul avec Chloé Delaure
- 2006 : Les Ambitieuses avec Angels Sydney et Lea Lazur
- 2007 : Turbo anal avec Laura Fox, Stephanie Lahay, Lucy Laurent
- 2007 : La Boulangère avec Nina Roberts et Vayana
- 2007 : Érections présidentielles avec Chloé Delaure et Moana Mendez
- 2007 : X amat fait à la maison
- 2007 : Ne le dites pas a ma mère avec Joyce Ellexa, Vanille Bourbon, Virginee
- 2007 : Taxi de Nuit avec Anksa Kara, Eva Karera, Ana Martin, Cecilia Vega
- 2008 : Bienvenue chez les Chtites coquines avec Caroline Eden, Lou Charmelle, Cecilia Vega, Charlotte de Castille, Eva Karera, Vicky Vicci, Sebastian Barrio, Tony Carrera
- 2008 : Chatte Academy 1 avec Jessica Moore, Aphrodite Night, Electra Angel, Katy Caro, Lara Stevens, Tiffany Rousso
- 2008 : Serveuses à la carte avec Lou Charmelle
- 2008 : Disco Sex avec Anksa Kara, Tanya Love, Mia Moore, Rachel, Molly Wood
- 2008 : X Amat Special Blacks avec Anksa Kara, Karamelle, Andrea Owen et Sebastian Barrio
- 2009 : Jobs d’été pour étudiantes avec Penelope Tiger, Shannya Tweeks et Ambre Summer

## Récompenses
- 2003 : X Awards Meilleur Réalisateur Série Amateur
- 2004 : X Awards Meilleur Réalisateur de Gonzo
- 2007 : X Awards Meilleur Réalisateur de Gonzo
- 2008 : X Awards Meilleur Réalisateur de Gonzo